# Kingfisher Sky
Kingfisher Sky ist eine niederländische Progressive-Metal-Band aus Den Haag, Südholland. Ihr Debütalbum Hallway of Dreams wurde im Oktober 2007 von Suburban Records veröffentlicht.

## Bandgeschichte
Im Jahr 2001 traf Ivar de Graaf die Entscheidung, die erfolgreiche niederländische Band Within Temptation zu verlassen und sich stattdessen auf seine eigene Musik zu konzentrieren. Gemeinsam mit Sängerin Judith Rijnveld suchte er nach einem Weg, ihre beiden musikalischen Einflüsse in Songs zu vereinen, die nicht an ein spezifisches Genre oder einen Stil gebunden sein sollten. Mit Einflüssen wie Porcupine Tree und Kate Bush, aber auch Opernsängerinnen wie Cecilia Bartoli sowie traditioneller Volksmusik im Kopf begannen sie 2005, im heimischen Studio ihre Songs aufzunehmen.
Mit sieben vollendeten Songs gingen sie zu Suburban Records und unterzeichneten 2006 einen Plattenvertrag. Bassist Eric Hoogendoorn stieß als erstes Bandmitglied dazu. Im Januar 2007 stellte Ruud Jolie (Gitarrist von Within Temptation) Ivar und Judith Daan Janzing vor. Nach einem kurzen Vorspielen trat Janzig Kingfisher Sky ebenfalls bei. Im März folgte George van Olffen am Keyboard. Aufgrund seines Solos im Song Through My Eyes und seiner 15-jährigen Freundschaft mit Ivar vervollständigte Edo van der Kolk (Gitarre) schließlich die Band. Im Mai 2007 nahmen Kingfisher Sky ihr erstes Album Hallway of Dreams auf; produziert von Jochem Jacobs (Textures) und Bouke Visser (Split Second Sound). Das Debütalbum wurde im Oktober 2007 beim Label Suburban Records veröffentlicht. Durch Suburban Records entstand auch der Kontakt zum Konzertveranstalter SOZ Concerts, der die ersten Auftritte in den Niederlanden organisierte.
Weil sie dem Publikum im Rahmen eines Konzertes in ihrer Heimatstadt etwas Besonderes bieten wollten, baten sie Maaike Peterse (Ayreon) im Januar 2008, den Song Big Fish mit dem Cello zu begleiten. Da diese Kooperation sich als äußerst erfolgreich erwies, wurde Maaike siebtes Bandmitglied. Im März 2008 veröffentlichte das Label Laser’s Edge Records (Riverside, Zero Hour) Hallway of Dreams in den Vereinigten Staaten von Amerika. Tonefloat Records (Porcupine Tree, Roger Waters) veröffentlichten das Album außerdem auf Vinyl. Im August 2008 folgte die Veröffentlichung von Hallway of Dreams in Japan (Disk Union). Mittlerweile ist das Album auch in Großbritannien, Italien, Frankreich und Deutschland erhältlich. Im Juli 2009 verließ Keyboarder George van Olffen die Band, um anderen musikalischen Interessen nachzugehen. Ein fester Ersatz wurde mit David Gutiérrez Rojas gefunden, der im November zur Band stieß. Gitarrist Daan Janzing verließ die Band Ende April 2010, um sich in Zukunft ganz seiner Band My Favorite Scar widmen zu können. Auf dem zweiten Studioalbum Skin of the Earth ist er jedoch noch zu hören.

## Stil
Ivars Progressive-Rock- und traditionelle Folk-Einflüsse trafen auf Judiths klassischen Hintergrund sowie ihre Liebe zur Soulmusik und Künstlerinnen wie Aretha Franklin. Aus dieser Mischung, kombiniert mit ihrer gemeinsamen Vorliebe für Bands und Künstler wie Porcupine Tree, Jethro Tull, Peter Gabriel, Kate Bush und Tori Amos, entstanden neue Songs.

## Diskografie
- 2007: Hallway of Dreams (Album)
- 2008: November (Single)
- 2010: Skin of the Earth (Album)
- 2014: Arms of Morpheus (Album)
- 2014: King of Thieves (Single)
- 2017: To Turn the Tables (EP)
- 2018: Technicoloured Eyes (Album)
- 2021: Rise (EP)
- 2022: Walk the Plank (EP)
- 2024: Feeding the Wolves (Album)